# Пачин
Пачин (пол. Paczyn, нім. Patzelsdorf) — село в Польщі, у гміні Любавка Каменноґурського повіту Нижньосілезького воєводства.
Населення — 69 осіб (2011).
У 1975-1998 роках село належало до Єленьоґурського воєводства.

## Демографія
Демографічна структура станом на 31 березня 2011 року:
|          | Загалом | Допрацездатний вік | Працездатний вік | Постпрацездатний вік |
| -------- | ------- | ------------------ | ---------------- | -------------------- |
| Чоловіки | 38      | 8                  | 27               | 3                    |
| Жінки    | 31      | 4                  | 19               | 8                    |
| Разом    | 69      | 12                 | 46               | 11                   |